# Valmantas
Valmantas ist ein litauischer männlicher Vorname, abgeleitet von val + Mantas. Die weibliche Form ist Valmantė.

## Bekannte Namensträger
- Valmantas Budrys (1958–2015), Neurologe und Professor